# Axarus ochros
Axarus ochros är en tvåvingeart som först beskrevs av Walley 1934.  Axarus ochros ingår i släktet Axarus och familjen fjädermyggor.
Artens utbredningsområde är Guyana. Inga underarter finns listade i Catalogue of Life.